# Vaccinium monanthum
Vaccinium monanthum är en ljungväxtart som beskrevs av Ridley. Vaccinium monanthum ingår i Blåbärssläktet, och familjen ljungväxter. Inga underarter finns listade i Catalogue of Life.